# Georges et le Dragon
Pour plus de détails, voir Fiche technique et Distribution.
Georges et le Dragon (George and the Dragon ou Dragon Sword) est un film germano-américano-britannique réalisé par Tom Reeve et sorti en 2004. Il a ensuite été diffusé aux États-Unis le 26 août 2006 sur Sci Fi Channel.

## Synopsis
De retour des croisades, un chevalier anglais espère trouver une vie paisible chez lui. Mais les circonstances l'amèneront à reprendre le combat.

## Fiche technique
- Titre : George et le Dragon
- Autre titre : Dragon Sword (diffusion à la télévision française)
- Titre original : George and the Dragon
- Réalisation : Tom Reeve
- Scénario : Tom Reeve et Michael Burks
- Musique : Gast Waltzing
- Société de production : ApolloMedia, Carousel Picture Company et Ravenhouse Entertainment
- Lieux de tournage : Studio de Carousel Picture Company, Luxembourg : château fort de Brandenbourg et  château de Vianden, Belgique : lacs de l'Eau d'Heure
- Durée : 93 minutes
- Dates de sortie :
  - Allemagne : 8 février 2005 en DVD
  - États-Unis : 26 août 2006 (Diffusion télévision)
  - France : 4 septembre 2007 en DVD

## Distribution
- James Purefoy : (VF : Edgar Givry) : George, comte chevalier
- Patrick Swayze (VF : Richard Darbois) : Garth, comte de Gurnet
- Piper Perabo : la princesse Luma
- Michael Clarke Duncan : Tarik, El Camillio
- Jean-Pierre Castaldi  (VF : lui-meme) : le père Bonnard
- Val Kilmer : El Cabillo
- Simon Callow : le roi Edgar
- Bill Treacher (en) : Elmendorf de Krain, gardien de la maison du roi
- Phil McKee : McNally
- Stefan Weinert (de) : le mercenaire
- Paul Freeman : Sir Robert
- Rollo Weeks : Wryn, le jeune archer

Cascadeurs
- Rick Wiessenhaan : coordinateur des cascades
- Nicolas de Pruyssenaere : doublure
- Samir Bezzah : cascadeur